# Рудолф Котормани
Рудолф Котормани (Темишвар, 23. јануар 1911 — 2. август 1983) био је румунски интернационални фудбалер који је играо као дефанзивац и тренер.

## Биографија
На клупском нивоу, целу каријеру је провео у првој лиги Румуније. Након што је као омладинац играо за тим Фортуна из Темишвара, дебитовао је 11. септембра 1932. у поразу од Рапид Букурешта резултатом 3 : 2.
Године 1946. придружио се ЦФР Темишвару, а последњи меч у лиги одиграо је 10. новембра 1946. у поразу од ИТА Арада резултатом 2 : 6.
За фудбалску репрезентацију Румуније, изабран је од стране заједничких тренера Јозефа Уридила и Радулескуа да игра на Светском првенству у Италији 1934. године. Тим је елиминисан у првом колу овог такмичења, изгубивши резултатом 2 : 1 од Чехословачке.

## Трофеји
Рипенсија Темишвар
- Прва лига Румуније (4): 1932–33, 1934–35, 1935–36, 1937–38
- Куп Румуније (2): 1933–34, 1935–36